# Zitadelle von Damaskus
Die Zitadelle von Damaskus (arabisch قلعة دمشق, DMG Qalʿat Dimašq) ist eine fast komplett erhaltene historische Festung in der syrischen Hauptstadt Damaskus, die größtenteils aus ayyubidischer Zeit stammt und bis in die Spätantike zurückreicht.

## Geschichte
Zum Bau einer ersten Zitadelle kam es unter Kaiser Diokletian (284–305). Diese Annahme stützt sich auf die Formate der gefundenen Steine und die Formen des Bauschmuckes. Während der byzantinischen und der frühen islamischen Zeit erweiterte man die Befestigungsanlage nach Westen. Aus Berichten über Ereignisse in Damaskus aus dem 10. Jh. lässt sich schließen, dass die alte Befestigungsanlage in der islamischen Zeit untergegangen ist. 
1071 riefen die Fatimiden den Seldschukenführer Atsiz ibn Uvak zu Hilfe, um Überfälle räuberischer Beduinenstämme abzuwehren. Diese Gelegenheit nutzte Atsiz, um sich 1076 Damaskus’ zu bemächtigen. Er sah sich nun in der Lage, einerseits gegen die feindliche Stadtbevölkerung und andererseits gegen die Fatimiden Front zu machen. In dieser Situation beschloss er, in der Stadt eine Zitadelle zu errichten. Die Bauarbeiten hatten wahrscheinlich bereits begonnen, als er 1078 die Herrschaft an Tutusch verlor. Die seldschukische Zitadelle war in Form eines römischen Castrums ausgebildet. Sie besaß an allen vier Seiten jeweils in der Mitte eine Toranlage. Die Errichtung der Festung ist in die Zeit von 1076 bis 1095 einzuordnen. In der Zeit Tutuschs wurde der große Residenzkomplex „Haus der Rosen“ innerhalb der Zitadelle erbaut.
1154 marschierte Nur ad-Din Zengi in Damaskus ein und machte es zur Hauptstadt seines Reiches. In den 20 Jahren seiner Regierungszeit ließ er die Befestigungsanlagen erneuern, zu denen die Stadtmauer mit ihren dicht gesetzten Türmen und ein Graben-Vorwall-System gehörten. Man kann davon ausgehen, dass auch die Zitadelle mit zu dieser Zeit adäquaten Verteidigungsanlagen ausgestattet wurde.
Nach Zengis Tod übernahm Saladin die Macht. Er machte Damaskus zum Ausgangspunkt aller seiner Aktivitäten. Auch Saladin verstärkte die Verteidigungsanlagen. An einem Halbrundturm und am Siegestor befinden sich noch Inschriften, die auf ihn als Erbauer hinweisen. 1176 bis 1193 diente die Zitadelle Saladin als Wohnstätte.
Nach den Erdbeben von 1201 und 1202 begann man unter Saladins Nachfolger al-Adil, 1203 eine neue Zitadelle zu errichten. Die Bauarbeiten zogen sich über insgesamt 15 Jahre hin. Begonnen wurde mit dem Südwestturm. Alle Prinzen des ayyubidischen Herrscherhauses waren angehalten, einen Turm der Zitadelle zu finanzieren. Nach Fertigstellung der inneren Burg begann man die Erneuerung der äußeren Verteidigungsanlage. Al-Adil setzte als vorsichtiger Herrscher die neue Verteidigungsanlage vor die alte bzw. integrierte die alten Anlagen in die neuen. Das Nordtor wurde zum Beispiel unter Einbeziehung des seldschukischen Tores vor dieses gesetzt. So konnte er verhindern, dass die Zitadelle während der Bauarbeiten verteidigungsunfähig war. Im Vergleich zur Bauweise der Seldschuken baute er die Türme sowohl höher als auch größer und dicker und verkürzte die Abstände zwischen den Türmen. Dies war den Fortschritten in der Angriffstechnik geschuldet. Alle Türme und Kurtinen verfügten wahrscheinlich über zweigeschossige Wehrgänge auf den Dachplattformen. Sie waren mit Zinnen, Schießscharten und Gusserkern ausgestattet. Die Dachplattformen einiger Türme waren zum Aufstellen von Schleudern eingerichtet. 
Eine Besonderheit der Verteidigungstechnik stellt das ayyubidische Nordtor dar. Es verfügte über zwei gegenüberliegende Außentore, die in die Torhalle führten. Durch ein im rechten Winkel von den Außentoren gelegenen zweites Tor und das dritte, alte seldschukische Tor gelangte man in die Zitadelle. An die Torhalle schloss sich ein Saalbau an. Dieser diente als Aufmarschraum für militärische Abteilungen zur Durchführung von Ausfällen bei einer Belagerung. Die Einheit von Torhalle und Saalbau ist im Burgenbau der Region eine typologische Besonderheit. Das Osttor verfügt über eine ähnliche, wenn auch kleinere Einrichtung. 
Im Mongolensturm von 1260 wurde die Westseite der Zitadelle durch Wurfmaschinen erheblich beschädigt. Eine Reihe von Palastbauten fiel dabei Bränden zum Opfer. Nach der Eroberung Damaskus’ befahlen die Mongolen die Zerstörung der Burganlage. Fast die komplette Nordseite der Festung wurde bei dieser Gelegenheit abgetragen.
Unter dem Mamlukensultan Qutuz wurde die Rekonstruktion der Zitadelle begonnen und unter Baibars weitergeführt. Zusätzlich baute er die Türme und Verbindungsmauern an der Nordseite ca. 10 m vor den ayyubidischen Verteidigungsanlagen auf.
1298 kam es zu einem erneuten Angriff mongolischer Armeen. Der Stadtherr al-Din verschanzte sich in der Zitadelle und verhinderte Katapultangriffe damit, dass er ölgefüllte Granaten auf die umliegenden Gebäude schleudern ließ. Zusätzlich schickte er einen Auftragsmörder, um den gegnerischen Heerführer auszuschalten. Die bei diesem Angriff entstandenen Schäden wurden unter al-Nasir Muhammad um 1309 repariert.
1401 belagerte der Mongolenführer Tamerlan die Zitadelle, nachdem sich die Stadt Damaskus am 24. März ergeben hatte. Tamerlan setzte Belagerungstürme ein und brachte die Mauern der Zitadelle durch Einsatz von Feuer und Essig zum Einsturz. Ein großer Teil der Festung fiel dem Feuer zum Opfer. Statthalter Nauruz ließ nach 1405 die äußeren Verteidigungsanlagen wieder aufbauen, wobei die Nordmauer mit fünf Türmen und den Verbindungsmauern rekonstruiert wurde. 1516 übergab der Herrscher der Zitadelle, Ali Bay, diese an den ottomanischen Sultan Selim I.
Im 18. Jahrhundert kam es aufgrund von Erdbeben zu erheblichen Zerstörungen an den Bauwerken der Zitadelle. Sultan Mustafa III. nahm die enorme Aufgabe auf sich, die Zitadelle wieder zu errichten, so dass 1761 die Bauarbeiten abgeschlossen wurden. In der Folgezeit verlor die Zitadelle ihre militärische Bedeutung und wurde dem Verfall überlassen. 1875 wurden die vorher 18 m breiten und 4,5 m tiefen Gräben unter Midhat Pascha zugeschüttet.
Bis 1984 wurde die Zitadelle als Kaserne und Gefängnis genutzt. Dann wurde ihr Wert als Sehenswürdigkeit erkannt und eine umfangreiche Rekonstruktion begonnen. Die Beseitigung entstellender Einbauten und die Freilegung der Außenseite erhöhten den Schauwert des Komplexes bedeutend. 1985 wurde der nur im Fundament erhaltene, durch einen Brand zerstörte Südwestturm nach dem Vorbild des südöstlichen Turmes wieder errichtet. 1987 begannen die Restaurierungsarbeiten an der Westseite, die bis heute noch andauern. Inzwischen sind die Nord- und die Ostseite ebenfalls instand gesetzt.

## Besichtigung
Zurzeit ist wegen der Restaurierung keine Besichtigung der Zitadelle möglich.

## Galerie

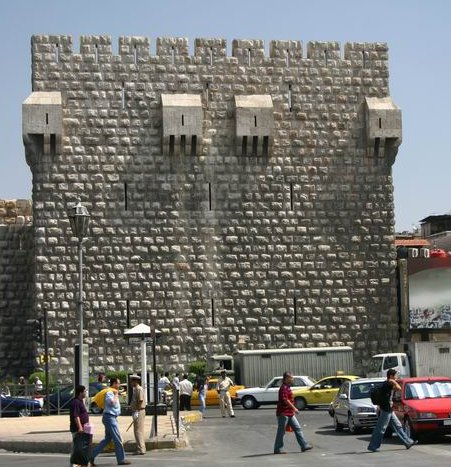
Südwesteckturm
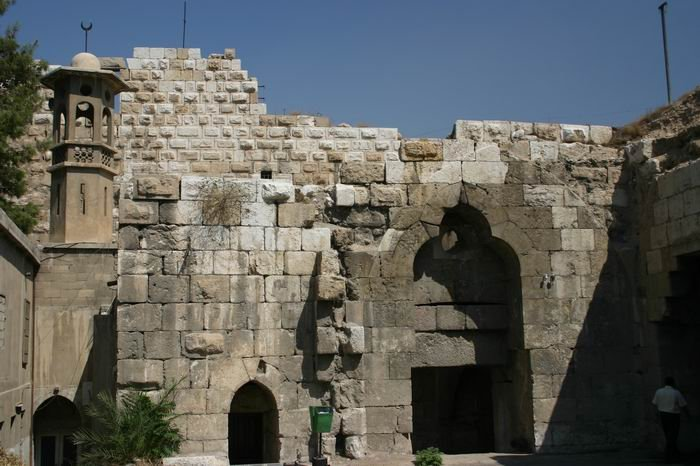
Nordtor
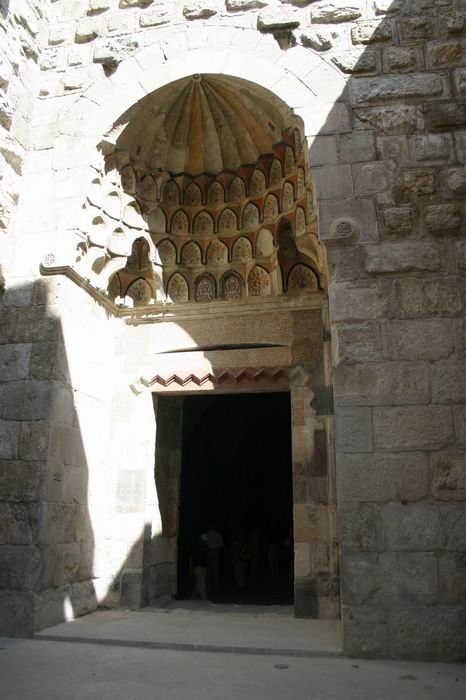
Detail am Osttor
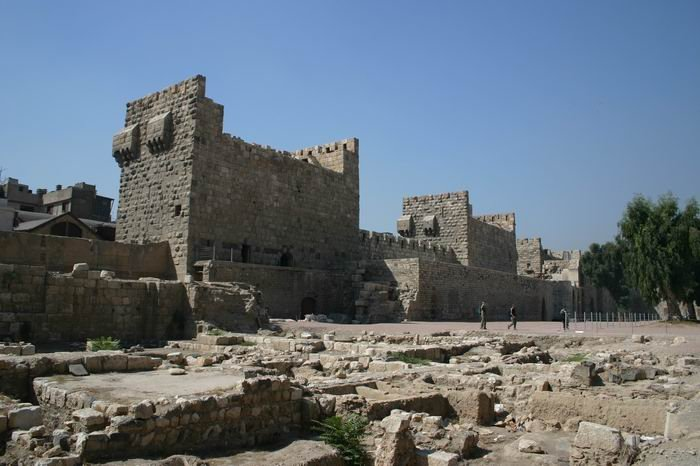
Südlicher Wall
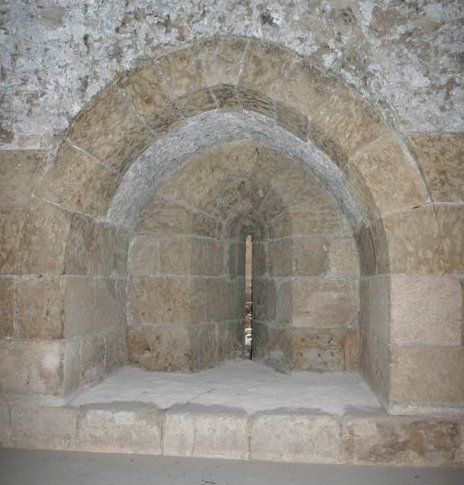
Ayyubidische Schießscharte in der Südkurtine
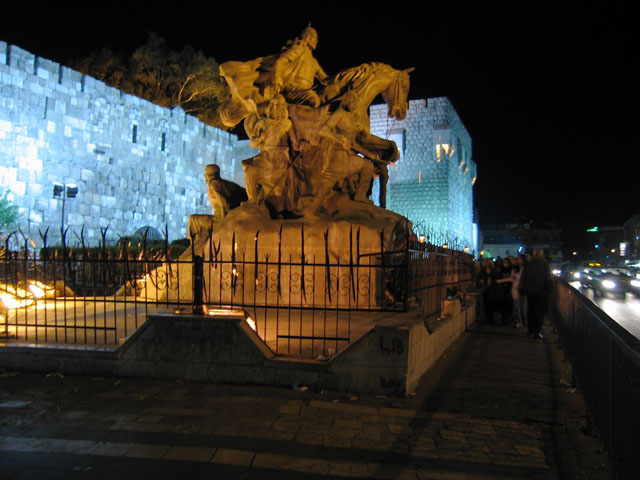
Saladinsdenkmal